# Uganda vid världsmästerskapen i friidrott 2023
Uganda tävlade vid världsmästerskapen i friidrott 2023 i Budapest i Ungern mellan den 19 och 27 augusti 2023.

## Medaljörer
| Medalj | Namn             | Gren                   | Datum      |
| ------ | ---------------- | ---------------------- | ---------- |
| Guld   | Joshua Cheptegei | Herrarnas 10 000 meter | 20 augusti |
| Guld   | Victor Kiplangat | Herrarnas maraton      | 27 augusti |

## Resultat
Ugandas trupp bestod av 21 idrottare.

### Herrar
Gång- och löpgrenar
| Idrottare            | Gren               | Försöksheat   | Försöksheat | Semifinal        | Semifinal        | Final            | Final            |
| Idrottare            | Gren               | Resultat      | Placering   | Resultat         | Placering        | Resultat         | Placering        |
| -------------------- | ------------------ | ------------- | ----------- | ---------------- | ---------------- | ---------------- | ---------------- |
| Tarsis Orogot        | 200 meter          | 20,44         | 4 q         | 20,26            | 3                | Gick inte vidare | Gick inte vidare |
| Tom Dradriga         | 800 meter          | 1.48,60       | 7           | Gick inte vidare | Gick inte vidare | Gick inte vidare | Gick inte vidare |
| Abu Mayanja          | 1 500 meter        | 3.38,15       | 12          | Gick inte vidare | Gick inte vidare | Gick inte vidare | Gick inte vidare |
| Oscar Chelimo        | 5 000 meter        | 13.33,40 0SB0 | 5 Q         | —                | —                | 0DNF0            | 0DNF0            |
| Joshua Cheptegei     | 5 000 meter        | 0DNS0         | —           | —                | —                | Gick inte vidare | Gick inte vidare |
| Joel Ayeko           | 10 000 meter       | —             | —           | —                | —                | 0DNF0            | 0DNF0            |
| Joshua Cheptegei     | 10 000 meter       | —             | —           | —                | —                | 27.51,42 0SB0    | 1                |
| Rogers Kibet         | 10 000 meter       | —             | —           | —                | —                | 29.10,07         | 22               |
| Victor Kiplangat     | Maraton            | —             | —           | —                | —                | 2:08.53          | 1                |
| Stephen Kissa        | Maraton            | —             | —           | —                | —                | 2:10.22          | 5                |
| Andrew Rotich Kwemoi | Maraton            | —             | —           | —                | —                | 0DNF0            | 0DNF0            |
| Leonard Chemutai     | 3 000 meter hinder | 8.24,74       | 5 Q         | —                | —                | 8.21,61          | 12               |

### Damer
Gång- och löpgrenar
| Idrottare           | Gren               | Försöksheat | Försöksheat | Semifinal        | Semifinal        | Final            | Final            |
| Idrottare           | Gren               | Resultat    | Placering   | Resultat         | Placering        | Resultat         | Placering        |
| ------------------- | ------------------ | ----------- | ----------- | ---------------- | ---------------- | ---------------- | ---------------- |
| Halimah Nakaayi     | 800 meter          | 1.59,68     | 1 Q         | 1.58,89          | 3 q              | 1.59,18          | 8                |
| Winnie Nanyondo     | 1 500 meter        | 4.10,55     | 12          | Gick inte vidare | Gick inte vidare | Gick inte vidare | Gick inte vidare |
| Sarah Chelangat     | 5 000 meter        | 15.14,89    | 13          | —                | —                | Gick inte vidare | Gick inte vidare |
| Prisca Chesang      | 5 000 meter        | 15.37,02    | 16          | —                | —                | Gick inte vidare | Gick inte vidare |
| Sarah Chelangat     | 10 000 meter       | —           | —           | —                | —                | 31.40,04 0SB0    | 10               |
| Stella Chesang      | 10 000 meter       | —           | —           | —                | —                | 32.38,90 0SB0    | 16               |
| Mercyline Chelangat | Maraton            | —           | —           | —                | —                | 2:31.40          | 18               |
| Rebecca Cheptegei   | Maraton            | —           | —           | —                | —                | 2:29.34 0SB0     | 14               |
| Doreen Chesang      | Maraton            | —           | —           | —                | —                | 2:32.11          | 21               |
| Peruth Chemutai     | 3 000 meter hinder | 9.20,03     | 3 Q         | —                | —                | 9.10,26 0PB0     | 7                |